# Hapalomys angustidens
Hapalomys angustidens is een fossiel knaagdier uit het geslacht Hapalomys dat gevonden is in Longgupo in Zuid-China. De soortaanduiding angustidens is afgeleid van de Latijnse woorden angustus 'smal' en dens 'tand'. Van deze soort zijn slechts vijf kiezen bekend. Deze soort is kleiner dan H. eurycidens, maar groter dan H. delacouri. Ook is de derde bovenkies (M3) meer gereduceerd en verschillen de patronen van de knobbels op de kaken wat tussen H. angustidens en H. eurycidens. H. angustidens is waarschijnlijk wat primitiever dan H. eurycidens, omdat de eerste onderkies (m1) drie wortels heeft en omdat de linguale knobbels op de bovenkiezen en de labiale knobbels op de onderkiezen kleiner zijn. De eerste bovenkies (M1) is 3.35 bij 2.18 millimeter, de derde (M3) 1.67 bij 1.60 millimeter. De eerste onderkies (m1) is 3.35 tot 3.42 bij 2.00 tot 2.04 millimeter, de tweede (m2) 2.10 bij 1.98 millimeter.
Hapalomys angustidens† · Hapalomys delacouri · Hapalomys eurycidens† · Hapalomys gracilis† · Hapalomys khaorupchangi† · Hapalomys longicaudatus · Hapalomys suntsovi